# Banana split

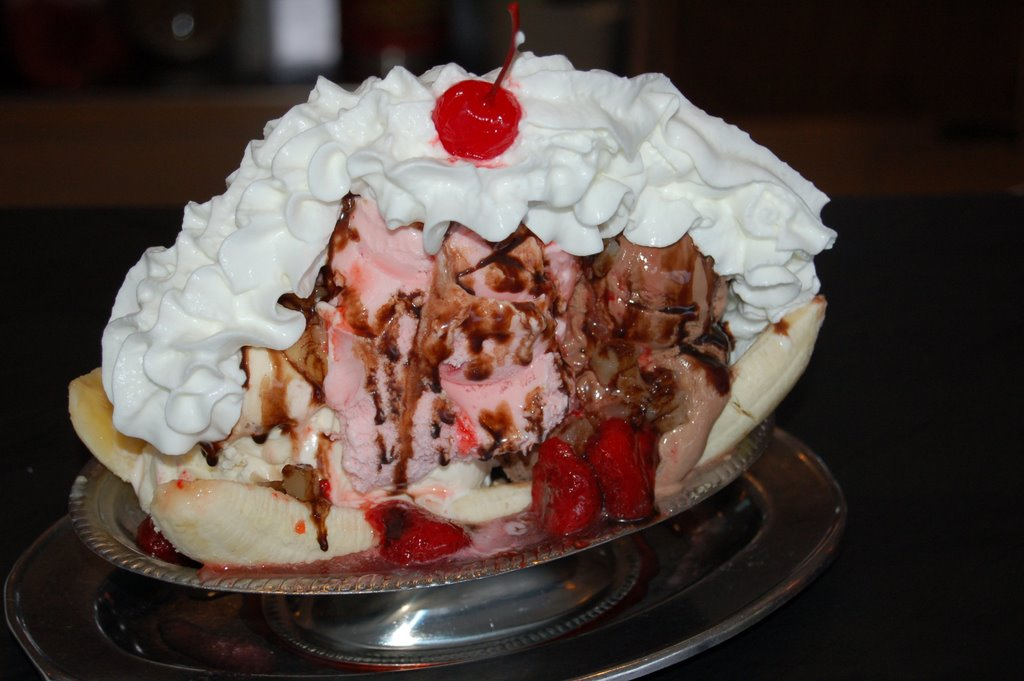
Klasyczna wersja lodów banana split

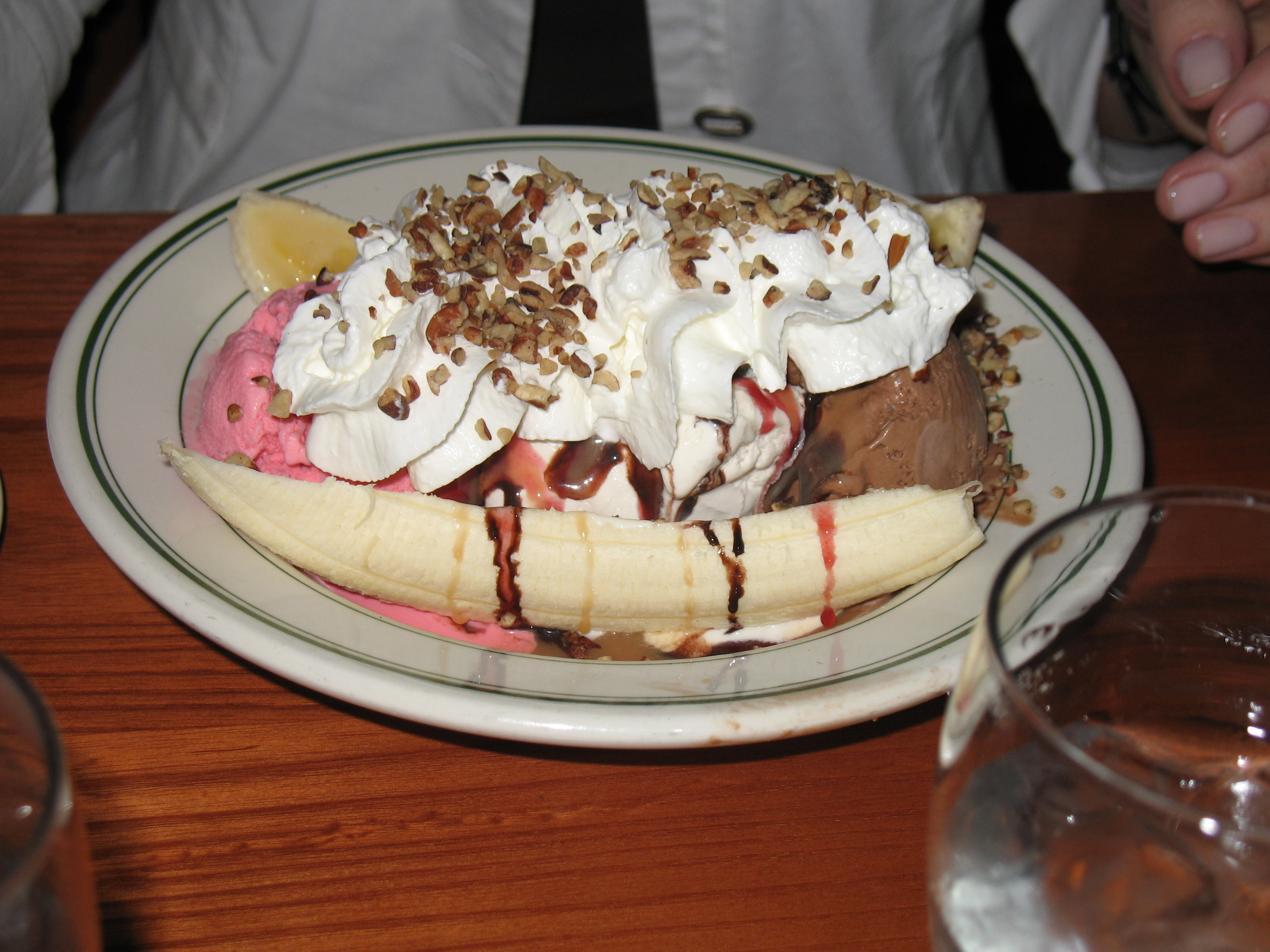
Wersja lodów Banana split z hotelu Hilton w Chicago, 2007

Banana split – amerykański deser składający się głównie z lodów, na który w wersji klasycznej składają się trzy gałki lodów o smaku waniliowym, czekoladowym i truskawkowym, które są umieszczone w szeregu pomiędzy przepołowionym wzdłuż bananem. Gałkę lodów waniliowych polewa się sokiem z ananasa, zaś gałki lodów czekoladowych i truskawkowych polewa się odpowiednio sosem czekoladowym i truskawkowym. Udekorowany na obu końcach i pośrodku różyczkami z bitej śmietany, posypanymi pokruszonymi orzechami włoskimi i ozdobionymi kandyzowanymi w likierze Maraschino wiśniami. Serwowany w podłużnym pucharze do lodów lub na podłużnym talerzyku, które nazywane są potocznie łódką (ang. boat).

## Podstawowe składniki
Podstawowymi składnikami tego deseru lodowego są:
- banan obrany ze skóry i przekrojony wzdłuż na pół
- lody waniliowe (1 lub więcej gałek)
- lody truskawkowe (1 lub więcej gałek)
- lody czekoladowe (1 lub więcej gałek)
- trzy rodzaje słodkich sosów: sok z ananasa, polewa czekoladowa i sos truskawkowy
- bita śmietana.

## Inne wersje
Istnieje wiele wersji tego deseru lodowego, np. całość polewa się jedynie sosem czekoladowym lub serwuje przepołowiony banan wyłącznie z lodami waniliowymi, połówki banana poddaje się procesowi sauté na rozgrzanym na patelni maśle, aż się zarumienią z obu stron i gałki lodów polewa gorącym sosem karmelowym.

## Historia
Według Mike’a  Turbacka – dziennikarza kulinarnego i autora książki pt. The Banana Split Book: Everything There Is to Know About America's Greatest Dessert (wydanej przez Camino Books w  2004) – ten deser z lodów i przepołowionego banana został wymyślony w 1904 roku i nazwany banana split (w tłumaczeniu dosłownym „przepołowiony banan”) przez wówczas 23-letniego Davida Stricklera, który był praktykantem farmacji i pracował w aptece Tassell Pharmacy w Latrobe. David Evans Strickler (zm. 1971) był absolwentem Uniwersytetu w Pittsburghu, farmaceutą i optykiem, późniejszym właścicielem tej apteki w Latrobe, którą nazwał Stricklers.
Mike Turback nie wykluczył, że banana split mógł zostać wymyślony niezależnie w Chicago i Wilmington, ale odpowiednio rok i trzy lata później niż dokonał tego David Strickler. Lody z plasterkami banana wymyślone przez Letty Lally w 1904 roku były natomiast jego zdaniem pierwszymi lodami typu banana royal.
Zdaniem historyka lodów – Eda Marksa – deser lodowy banana split mógł zostać opracowany w dwóch lub więcej miejscach w mniej więcej tym samym czasie. Jego zdaniem najprawdopodobniej nigdy nie dowiemy się z całkowitą pewnością, kto jako pierwszy wymyślił te lody.